# Marian Popis
Marian Popis (ur. 25 grudnia 1953 w Radomiu) – polski polityk, nauczyciel, poseł na Sejm X kadencji.

## Życiorys
W 1972 ukończył I Liceum Ogólnokształcące im. Mikołaja Kopernika w Radomiu, a w 1977 studia z zakresu filologii polskiej w Wyższej Szkole Pedagogicznej w Kielcach. W 1979 został zatrudniony w Wojewódzkim Domu Kultury w Radomiu jako instruktor, następnie jako kierownik działu. Pracował jako nauczyciel języka polskiego w kilku szkołach, w latach 1992–2002 był dyrektorem I Liceum Ogólnokształcącego im. Mikołaja Kopernika w Radomiu. Zajmował też stanowisko mazowieckiego wicekuratora oświaty. W 2007 został dyrektorem Zespołu Szkół Ponadgimnazjalnych w Wierzbicy. Działacz m.in. Związku Nauczycielstwa Polskiego, Związku Młodzieży Demokratycznej, Ochotniczych Hufców Pracy i Towarzystwa Wiedzy Powszechnej. Był społecznym kuratorem sądowym dla dorosłych przy Sądzie Rejonowym w Radomiu.
Należał do Stronnictwa Demokratycznego, w latach 1980–1984 był członkiem prezydium i wiceprzewodniczącym Miejskiego Komitetu SD w Radomiu, a przez kolejne cztery lata członkiem MK SD i radnym Miejskiej Rady Narodowej. W latach 1989–1991 sprawował mandat posła na Sejm kontraktowy w okręgu radomskim, pełnił funkcję zastępcy przewodniczącego klubu poselskiego SD. W wyborach w 1993 bezskutecznie ubiegał się o mandat z ramienia Unii Pracy jako członek SD, następnie przeszedł do Sojuszu Lewicy Demokratycznej.
Od 1998 do 2002 był radnym sejmiku województwa mazowieckiego. W wyborach w 2002 bez powodzenia ubiegał się o mandat radnego Radomia z ramienia SLD-UP, zaś w wyborach w 2006 z listy Porozumienia Lewicy. Był przewodniczącym struktur SLD w Radomiu. W wyborach w 2010 ubiegał się o mandat radnego województwa mazowieckiego z listy Krajowej Wspólnoty Samorządowej.

## Odznaczenia
Otrzymał m.in. Złoty, Srebrny i Brązowy Krzyż Zasługi, Medal Komisji Edukacji Narodowej, Medal „Za Szczególne Zasługi dla OHP”, Złotą Odznakę ZNP, Odznakę „Zasłużony Działacz Kultury”, Srebrną Odznakę „Zasłużony Działacz Kultury Fizycznej” i Srebrną Odznakę „Zasłużony Popularyzator Wiedzy TWP”.